# Bulcote
Bulcote is een civil parish in het bestuurlijke gebied Newark and Sherwood, in het Engelse graafschap Nottinghamshire met 309 inwoners.